# الغد الطيب

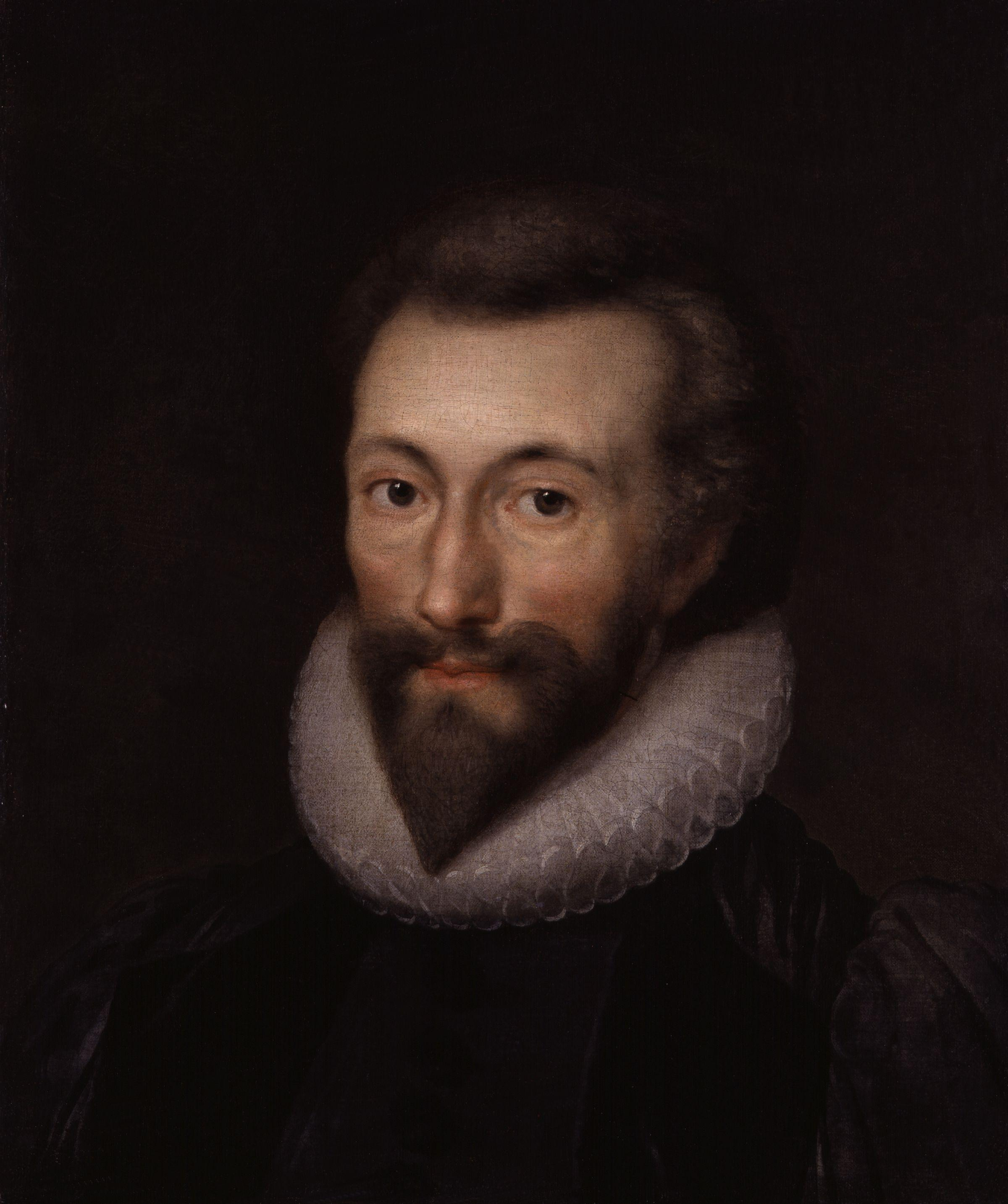
الشاعر : جون دون مؤلف قصيدة «الغد الطيب» أو صباح الخير.

الغد الطيب (بالإنجليزية: The Good-Morrow) أو صباح  الخير بالعربية، هي قصيدة لجون دون، نشرت ضمن أعماله من الاغاني والسوناتات عام 1633.
كتبت هذه القصيدة بينما كان دون طالبا في نزل لينكولن للمحاميين. هذه القصيدة واحدة من أوائل وأقدم أعماله وتعتبر من حيث الموضوع أول عمل في الأغاني والسونات.
على الرغم من الإشارة إليها على أنها اغنية قصيرة (بالإنجليزية: Sonnet)، لا تتبع هذه القصيدة مخطط القافية الأكثر شيوعًا لمثل هذه الأعمال - الاغاني القصيرة أنذالك كانت تتكون من 14 سطرًا  ومقطع من ثمانية اسطر متبوعا بخاتمة من ستى اسطر - ولكنها بدلاً من ذلك تتكون من 21 سطرا، مقسمة إلى ثلاث مقاطع.
قصيدة الغد الطيب كتبت من منطلق منظر عاشق مستيقظ ويصف افكار العشاق عندما يستيقظ بجانب محبوبته (شريكته)
تنتقل تأملات العاشق من مناقشة الحب الحسي إلى الحب الروحي لأنه يدرك أنه مع الحب الروحي يتحرر الشريكان من الخوف ومن الحاجة إلى خوض مغامرة.
استعانت هذه القصيدة بالكتابات التوراتية _من الكتاب المقدس_ والكاثوليكية وبشكل غير مباشر كان هناك إشارة إلى اسطورة اصحاب الكهف  ووصف بولس الرسول
للحب الإلهي الغير مشروط (باليونانية القديمة: ἀγάπη, agapē) ــ وهما مصطلحان كانا مألوفان لدى دون ككاثوليكي ممارس.
كان النص الكتابي الخرائطي في المقطع الثالث من قصيدة دون موضعا بارزا للكثير من التحليلات، واثارت كذلك اختلاف الأكاديمين في تفسير معانيها وما تشير اليه تلك الأسطر من المقطع الثالث.
يرى روبرت ل. شارب ان هذه الاشارات يمكن تفسيرها منطقيا على انها تشير مرة أخرى للحب. لم تكن الخرائط الشائعة في عصر دون هي نفس خرائط العصر الحديث - من نوع الاسقاط المركتوري (بالإنجليزية: Mercator projection) - ، ولكن عوضا عن ذلك كانت خرائط قلبية الشكل (بالإنجليزية: Werner projection) والتي تكون على شكل قلب وتسمح بعرض عوالم متعددة، والتي يلمح إليها دون في السطور 11 إلى 18.
جوليا م.والكر برغم اشارتها إلى ان تحليل شارب «شيء اساسي لاجراء مناقشة ذكية بصورة موسعة عن هذا الأمر»  الا انها لم تتفق مع استنتاجاته التي تنم عن ان دون يشير في الواقع إلى خريطة تظهر عالما واحدا.

## الخلفية والمنشأ
ولد الشاعر جون دون في 21 يناير 1572م. كان جون دون، تاجر حديد ثري، وكذلك كان هو وزوجته اليزابيث  أحد مسؤولي حراسة شركة تجارة حديد شهيرة وهي (Worshipful Company of Ironmongers). 

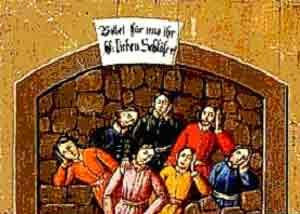
لوحة ألمانية من القرن التاسع عشر للنائمين السبعة أو أصحاب الكهف، أسطورة كاثوليكية يشير إليها دون في السطور الافتتاحية للقصيدة.

عندما كان دون بسن الرابعة من عمره  توفي والده، وبدلا من تهيئته لدخول مجال التجارة  تم تدريبه ليكون  نبيلا مثقفا. استخدمت عائلته الأموال التي جناها والده من تجارة الحديد لتوظيف مدرسين خصوصين،  قاموا بتدريبه في قواعد اللغة والبلاغة والرياضيات والتاريخ واللغات الأجنبية.
سرعان ما تزوجت اليزابيث ثانية، من طبيب ثري مما يضمن بقاء الأسرة مرتاحة؛  نتيجة لذلك، على الرغم من كونه ابن تاجر حديد وتصوير نفسه في شعره المبكر على أنه غريب عن ما حوله من الأشخاص، رفض دون قبول أنه أي كيان لنفسه سوى انه رجل نبيل.
بعد الدراسة في هارت هول بأكسفورد،  في نهاية المطاف رآه أحد معلميه الخصوصين  يدرس في لينكولن إن (بالإنجليزية: Lincoln's Inn)، أحد فنادق المحكمة (بالإنجليزية: Inns of Court)، حيث شغل وقته بالتاريخ والشعر واللاهوت و «العلوم الإنسانية واللغات».
بدأ دون في كتابة الشعر في لنكولن إن، حيث نظر إليه على أنه «علامة حياة أو انزعاج طفيف»  وليس شيئًا يميزه. تضمن هذا الشعر المبكر «الغد الطيب» (بالإنجليزية:The Good-Morrow)  بالإضافة إلى العديد من الأعمال الأخرى التي استمرت فيما بعد لتشمل مجموعته الأغاني  والسونات (Songs and Sonnets). والتي نُشرت عام 1633، بعد عامين من وفاته ، وتعتبر «الغد الطيب» (بالإنجليزية: The Good-Morrow)  من حيث موضوعها ونضجها، أولى قصائد هذه المجموعة.
السوناتات (بالإنجليزية: Sonnets)  كانت من ناحية القواعد، قصائد من 14 سطراً ذات مخططات متنوعة للقافية. نشأت في القرن الرابع عشر في أعمال بترارك، يُعرف الشكل الأكثر شيوعًا للسونيتات (بالإنجليزية:Sonnets) باسم السوناتة الإيطالية، وهي:  مقطع من ثمانية أسطر يضع فيها الكاتب فكرة معقدة، تليها وقفة وخاتمة من ستة أسطر «والتي تكون  بشكل مميز لا يمكن التنبؤ به وقوي الأثر».
كان هذا مرتبطًا بفكرة الحب النبيل، حيث لا يكون هدف الرومانسية مجرد شغف، بل هو كمال أخلاقي أكثر أهمية.
«الغد الطيب» (الإنجليزية: The Good-Morrow) على الرغم من أن دون حددها على أنها سونيتة، فإنها لا تتبع هذا النسق الإنشائي، بل، أنها تتبع التصميم الموضوعي،  استخدم دون  «السوناتة»  للإشارة إلى أي قطعة من  شعر / قصائد الحب، بل وتجاهل حقيقة ان «الغد الطيب»  كانت عملا من  21-سطرا مقسما إلى ثلاث مقاطع.

### القصيدة

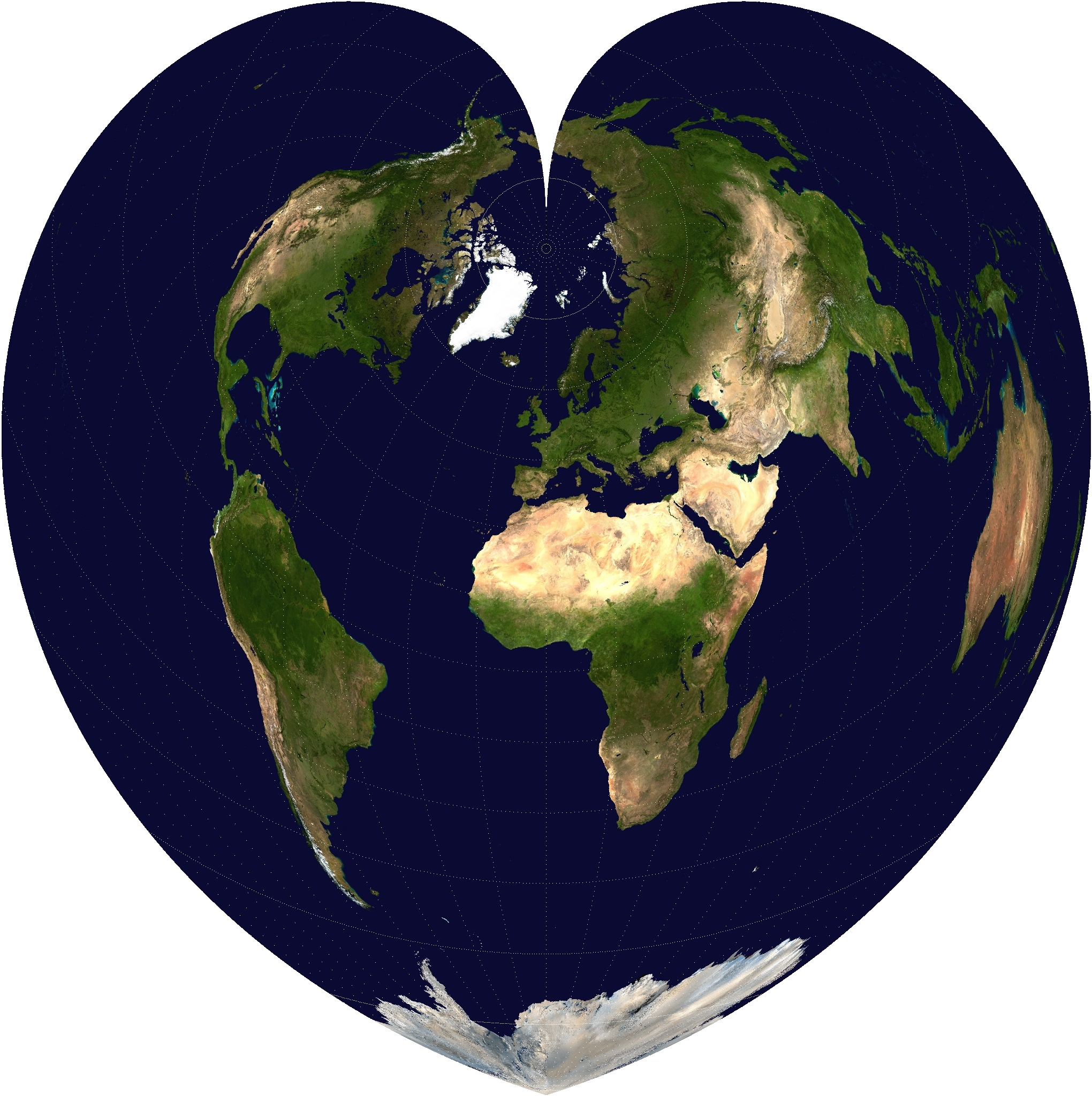
خريطة قلبية تشبه شكل القلب ؛ و باستخدام هذا النمط من الخرائط، كان لدى دون خلفية عند عمل مراجع لرسم الخرائط كما في المقطع الثالث من القصيدة.

- حسب ترجمة  بهاء جاهين – ضمن المشروع القومي للترجمة – للعربية الفصحى وذكرت هنالك باسم قصيدة صباح الخير-  
تبدأ القصيدة بالإشارة إلى أسطورة كاثوليكية كما يقول دون:
إني لأعجب ما ترانا فعلنا
أنا وأنت قبلما أحببنا
ترى أعشنا بعد ما فطمنا
نرضع لذات الثرى طفلين
أم نمنا
حياتنا في ليل أهل الكهف ما قمنا؟
ذا ما جرى
كل اللذائذ محض طيف سرى
حتى صحونا
إن كان حسن لاح لي يوما
و اشتقته ونلته
قد ذقته نوما
ما كان إلا حلما
تفسيره أنت
***
المقطع 1 (الأسطر 1-7)
يشير هذا إلى الأسطورة الكاثوليكية  السبعة النائمون (يطلق عليهم كذلك: أصحاب الكهف)، وهي الأسطورة الكاثوليكية لسبعة فتيان مسيحيين، تعرضوا للاضطهاد بسبب إيمانهم في عهد الإمبراطور الروماني ديكيوس، الذين فروا إلى ملجأ أحد الكهوف حيث ناموا لأكثر من 200 عام. من المؤكد أن دون، وهو واحد من ستة أو سبعة أطفال وايضا كاثوليكي عمد خلال فترة من المشاعر القوية المعادية للكاثوليكية من قبل كل من الشعب والحكومة، كان بالتأكيد على دراية بالقصة.
و الآن فلنقل صباح الخير
روحان ينهضان من نومهما
يترامقان، ليس من خوفهما
لكن لأن الحب ينفى ملكه
كل غريب عنه من عينهما
في حجرة صغيرة قد أصبحت
كل مكان لهما

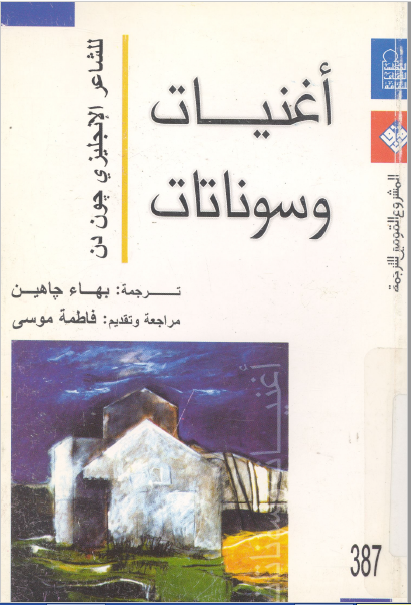
غلاف كتاب أغنيات و سوناتات لـ جون دون - ترجمة بهاء جاهين

فليمض جوابو البحور بحثا عن عوالم جديدة
و لتنسدل في العالمين
خرائط الدنى البعيدة
و لنمتلك عالمنا الواحد والأوحد
الذي هو لي.. هو لك
الذي هو أنت.. أنا
***
الجزء 2 (الأسطر 8- 14)
في هذا المقطع، يشعر المتحدث احساسه بالدهشة، بعد أن استيقظ في السرير مع حبيبته؛ يكتشف أن حبهم يجعل العثور على «عوالم جديدة» أمرا باهت الأهمية..
«أرواحهم  أيضًا مستيقظة، لا أجساد فقط،» كما لو كانت تدعى من قبل الحب من نوم الحياة العادية ومجرد الشهوة.
وجهك في عيني وفي عينك وجهي
و القلب في الاثنين صادق المقال
في هذه الأفلاك لن تجدي كمثلنا
نصفى كرة
دون شمال قارس
و دون غرب مائل للزوال
كل الذي يموت.. كأس
مزاجها بالعدل ما كانا
***
الجزء 3 (الأسطر 15- 19)
يظهر هذا المقطع المتحدث وهو يخبر محبوبته بأنهم قد انتقلوا من ملذاتهم «الطفولية» السابقة إلى هذه اللحظة، حيث استيقظت أرواحهم أخيرًا؛ حدث شيء كـ «المعجزة»، لأن المتحدث يشعر بنوع من المحبة، التي ادعى بولس الرسول أنها لن تصادف إلا في السماء.
لو كان حبانا هياما واحدا
لو فار قلبانا
بنفس قدر الراح فامتزجا
في كأس سقيانا
يحيا هوانا الخلد.. نشوانا
المقطع 3 (الأسطر 20-21)
في حين أن النسخة الموجودة في الأغاني والسونات تتضمن هذا المقطع باعتباره السطرين الأخيرين، فإن المخطوطات الأخرى وأحد مجلدات  الشعر اللاحقة يعطى السطور الأخيرة معنا اخر مثل:  
إذا كان حبنا واحدًا، أو، أنت وأنا
نحب متشابهين جدًا، بحيث لا يتراخى أحد، لا يمكن لأحد أن يموت.

#### الموضوع
تتمحور قصيدة الحب «الغد الطيب»  بشكل موضوعي حول عدة مفاهيم. تتعلق القصيدة في المقام الأول بتطور الحب؛ الحركة من الشهوة النقية، في المقطع الأول، إلى الروحانية الناشئة والمتطورة التي تحرر العشاق لأنهم لم يعودوا  «يشاهدون بعضهم البعض بدافع الخوف» ولكن يمكنهم بدلاً من ذلك الرؤية بوضوح.  إيمان العشاق ببعضهم البعض يسمح لهم بأن يكونوا شجعان، على عكس النائمين السبعة، الذين أجبروا خوفًا على إخفاء معتقداتهم؛ مع الحب، يمكن للعشاق أن يسمحوا للآخرين بالسعي وراء أحلامهم الخاصة، متقبلين أن «ولنمتلك عالمنا الواحد والأوحد.. الذي هو لي.. هو لك الذي هو أنت.. أنا»  مع بعضنا البعض، ليست هناك حاجة لمزيد من البحث عن المغامرة. هارولد بلوم يلاحظ تشابك كل من الحب الحسي والروحي، بحجة أن دون يقترح أنه من المستحيل على أولئك المدفونين في الحب الحسي، «منشغلين بالأمور العادية»، أن يختبروا الحب الحقيقي. تأكيد دون على أهمية الحب الروحي يمكن رؤيته من التلميحات الكتابية. يقول جش غيبوري (بالإنجليزية: Achsah Guibbory)  أن نغمة القصيدة وصياغتها هي إشارة مقصودة إلى وصف بولس الرسول لـلحب الإلهي الغير مشروط (باليونانية القديمة: ἀγάπη, agapē)، يقول: «في لحظات كهذه... آيروس_ إله الحب_ يندمج مع الحب. تنهار الجدران، أجزاء الحجاب، نعرف كما نعرف؛ تنكشف أعمق وأدق ذواتنا».
، يجادل ألفريد دبليو ساترثويت في ما كتبه في جريدة The Explicator ، بأن قصة  النائمون السبعة تحتوي على نفس هذا الموضوع فـفي القصة، استيقظ النائمون ليجدوا أنفسهم «مشدوهين/مذهولين» في بيئتهم الجديدة، وهو شيء مشابه لـ «الوحي المشع الذي يمنحه الحب للعشاق في القصيدة»
بعض العلماء مثل ويليام إمبسون، يؤكد أن القصيدة تشير أيضًا إلى أن دون يؤمن بجدية بوجود كواكب منفصلة وطائرات، وأيضًا بوجود أكثر من مسيح - وهو اعتقاد تخلى عنه دون لاحقًا.
يرى الأكاديميون أيضًا أن القصيدة هي رمز أكثر عمومية لتطور العقول من الطفولة، كما يتضح من المقطع الأول حيث «امتص العشاق ملذات الريف، بشكل طفولي»، نحو نوع أكثر نضجًا من الحب.
كما تم إجراء الكثير من الدراسة حول  إشارات دون إلى البوصلات والخرائط في المقطع الثالث. روبرت ل. شارب، يكتب في ملاحظات اللغة الحديثة (بالإنجليزية: Modern Language Notes)، مجادلا بأن هذه الإشارات يمكن تفسيرها منطقيًا على أنها إشارة أخرى للحب.
لم تكن الخرائط التي كانت مألوفة لدى دون  لها هي خرائط من نوع  الإسقاط المركاتوري، ولكن بدلاً من ذلك كانت خرائط قلبية الشكل  (بالإنجليزية: cordiform maps)، وهي التي تظهر على شكل قلب.
و أكثر من كونها مجرد خرائط قلبية الشكل، الخرائط القلبية كذلك تسمح أيضًا بعرض عوالم متعددة، مع نصفي كرة متعاكسين - ويجادل شارب بأن عمل دون يشير إلى مثل هذه الخريطة المتعددة للعالم في السطور 11 إلى 18.
جوليا إم والكر نوهت في جريدة The Review of English Studies، إلى أن أعمال شارب "شيء اساسي لاجراء مناقشة ذكية بصورة موسعة عن هذا الأمر " الا انها لم تتفق مع استنتاجاته التي تنم عن ان دون يشير في الواقع إلى خريطة تظهر عالما واحدا. تجادل على وجه الخصوص بأن استنتاجات شارب غير صحيحة، وأن الكلمات الفعلية للقصيدة تشير إلى خريطة قلبية الشكل تُظهر عالمًا واحدًا بدلاً من واحد يظهر عالمين؛ "وجهي على عينك"، على سبيل المثال، وليس "عينيك " _ العين الواحدة لا العينان _."
بدلاً من ذلك، يقترح والكر أن دون كان يؤسس عمله على كتاب لـ لوليام كننغهام، كتاب زجاج الكونيات (الإنجليزية:) عام 1559. أظهر خريطة قلبية الشكل ذات وجه واحدة. والأهم من ذلك أنها قدمت طريقة لرسم خريطة ذات وجهين على شكل قلب لا تعرض سوى عالم واحد؛ هذا التفسير من شأنه أن «يوفق ويوحد» المشاكل مع تفسير «الغد الطيب». وبالتالي، فإن التمييز الأساسي هو أنه في حين يرى بينما يرى والكر انها تشير إلى عالم واحد. ان شارب يرى أنه يشير إلى خريطة تظهر عالمين.

## فهرسة
- .Bloom، Harold (1999). John Donne. Infobase Publishing. ISBN:978-0-7910-5116-0.
- Carey، John (2008). John Donne: Life, Mind and Art. Faber and Faber. ISBN:978-0-571-24446-1.
- Donne، John (1912). Grierson، Herbert J. C. (المحرر). The Poems of John Donne. London: Oxford University Press. ج. 1.
- Herz، Judith Scherer (2006). "Rereading Donne's poetry". في Achsah Guibbory (المحرر). The Cambridge Companion to John Donne. مطبعة جامعة كامبريدج. ISBN:978-0-521-54003-2.
- Guibbory، Achsah (2006). "Erotic Poetry". في Achsah Guibbory (المحرر). The Cambridge Companion to John Donne. مطبعة جامعة كامبريدج. ISBN:978-0-521-54003-2.
- Pebworth، Ted-Larry (2006). "The Text of Donne's Writing". في Achsah Guibbory (المحرر). The Cambridge Companion to John Donne. مطبعة جامعة كامبريدج. ISBN:978-0-521-54003-2.
- Satterthwaite، Alfred W. (1976). "Donne's The Good Morrow". The Explicator. تايلور وفرانسيس. ج. 34 ع. 7. ISSN:0014-4940.
- Sharp، Robert L. (1954). "Donne's "Good Morrow" and Cordiform maps". Modern Language Notes. مطبعة جامعة جونز هوبكينز. ج. 69 ع. 7. ISSN:0026-7910.
- Stubbs، John (2007). Donne: The Reformed Soul. دار بنجوين للنشر. ISBN:978-0-14-101717-4.
- Walker، Julia M. (1986). "The Visual Paradigm of "The Good-Morrow"; Donne's Cosmographical Glasse". The Review of English Studies. دار نشر جامعة أكسفورد. ج. 37 ع. 145. ISSN:0034-6551.
- https://ia600609.us.archive.org/22/items/NCT01/NCT0387A.pdf
- لمشروع القومي للترجمة - أغنيات وسوناتات - جون دون - بهاء جاهين - العدد 387